# Casa Sagrera (Pont de Molins)
La Casa Sagrera de Pont de Molins (Alt Empordà) és un conjunt de dos edificis protegit com a bé cultural d'interès local.

## Descripció
Està situada en el nucli urbà de Molins, el nucli originari del municipi de Pont de Molins, delimitant la plaça de la Constitució per la banda de migdia, al costat de la Muga.
El conjunt està format per dos grans edificis de planta rectangular comunicats per una terrassa elevada. L'edifici principal està format per tres grans crugies perpendiculars a la façana principal, distribuïdes en planta baixa i tres pisos, i amb la coberta de dues vessants. Totes les obertures de l'edifici estan ordenades simètricament seguint eixos verticals, són d'arc rebaixat i majoritàriament estan bastides amb maons. Els portals d'accés de la façana principal, però, són bastits amb carreus de pedra calcària blanca. El principal presenta la clau gravada amb la data 1880. El parament està coronat per una cornisa motllurada en la que s'assenta una barana d'obra amb un plafó central de perfil ondulat.
L'altre edifici presenta la coberta de teula de quatre vessants, amb detalls ceràmics en el carener, i està distribuït en planta baixa i pis. Les obertures també són d'arc rebaixat bastit amb maons. A la façana principal hi ha petites finestres geminades a la planta baixa, mentre que al pis tenen els emmarcaments decorats a manera de guardapols. A la banda de ponent de la construcció hi ha una filada d'arcs de mig punt bastits amb maons, situats al pis superior.
Ambdues construccions presenten l'aparell vist bastit en pedruscall disposat regularment, amb carreus ben escairats a les cantonades. Els interiors estan degradats, tot i que hi ha sostres restituïts.

## Història
Ubicada al barri de Molins de Dalt, representa el nucli originari del poble de Molins. El terme estava format pel mencionat nucli i les masies disperses que aprofitaven els recursos hidràulics de la Muga i l'excel·lent via de comunicació que representava l'antic Camí de França, possiblement hereu del traçat de la Via Augusta romana. Les cases conservades a Molins de Dalt, són datables majoritàriament entre els segles XVII-XVIII, sent molt probable que haguessin estat construïdes sobre antigues edificacions medievals.
Concretament, segons el fons documental del Col·legi d'Arquitectes de Catalunya, Can Sagrera és una antiga farinera bastida a finals del segle xix que fou reconvertida posteriorment en fàbrica de ciment. En una llinda es pot apreciar la data 1880, testimoni de l'any de construcció. Actualment resta deshabitada.